# 送貨無人機

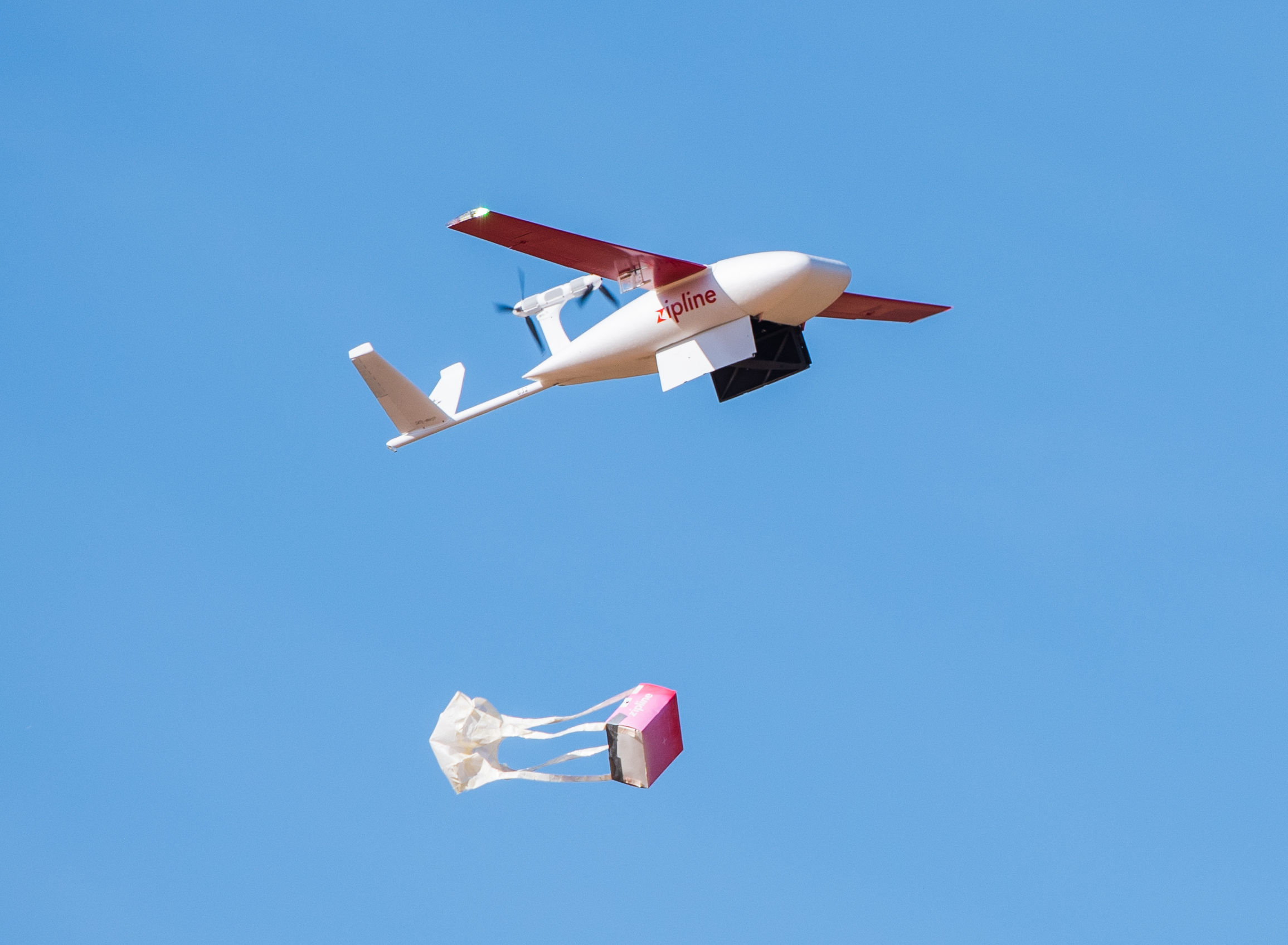
美國加州的一架送貨無人機正在投遞醫療物資

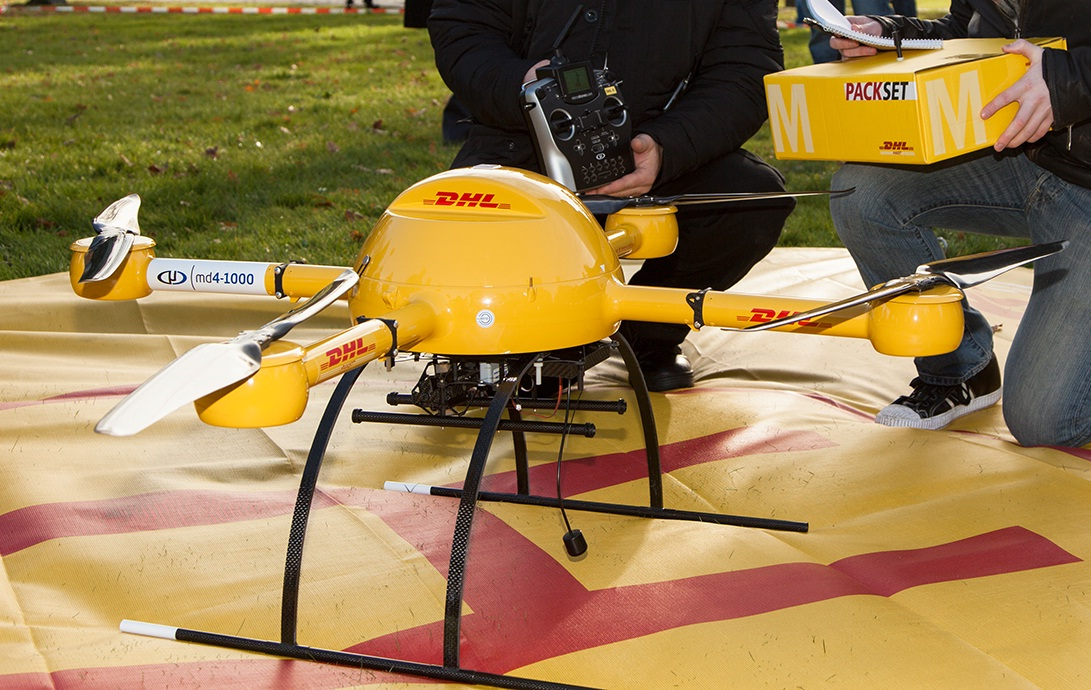
DHL的送貨無人機

送貨無人機（英語：Delivery drone）是一種運送貨物的無人機，可用於醫療物資、零售貨品、外賣食品、信件、郵包的商業運輸，軍事上也可將彈藥運送給在前線的士兵。送貨無人機可通過無人機自主，通過人手介入的半自主，或由完全人手遙遠控制。送貨無人機的用途日漸廣泛，但在實際應用上的普及程度，仍然要視乎地理環境及地方法規等的限制。

## 用途
運貨無人機的用途：
醫療輸送：將醫療物資運送給偏遠地區的居民，印度在2021年使用無人機運送疫苗到泰倫加納邦的居民。
食物派送：將食品運送給客戶，無人機可降落在客戶住宅的屋頂或草坪上。
零售送貨：將客戶訂購的貨品，運送到客戶的地點，2014年美國亞馬遜與DHL合作，將客戶在亞馬遜購買的貨品，通過DHL的無人機發送給客戶。
郵包快遞：利用無人機將郵包運送給收件人，或者從寄件人的地點收取郵包，英國皇家郵政在2023年啟用無人機郵包快遞服務。
軍事運輸：使用無人機運送彈藥及醫療物資，對於接近前線的高風險地區，運貨無人機可作為後勤輸送的新途徑。

## 外部連接
维基共享资源上的相關多媒體資源：送貨無人機